# Destinativ
Der Destinativ ist ein grammatischer Kasus, der etwa im Baskischen oder Mingrelischen vorkommt und eine Bestimmung ausdrückt (Frage: Für wen/was?).
Im Baskischen wird der Destinativ gebildet, indem an den Genitivus possessivus die Endung -tzat angehängt wird:
- emakumea ›die Frau‹ (Absolutiv Singular)
- emakumearen ›der Frau‹ (Genitivus possessivus)
- emakumearentzat ›für die Frau‹ (Destinativ)